# Maurice Delorme (homme de lettres)
Pour les articles homonymes, voir Maurice Delorme.
Maurice Delorme, né le 3 mars 1900 dans le 14e arrondissement de Paris et mort le 3 juillet 1981 à Clamart, est un homme de lettres français, dont l'œuvre apparaît principalement poétique.

## Publications

### Poésie et théâtre
(Quelques titres)
- Et puis voici mon cœur, poèmes..., Paris, les Éditions Pierre de Ronsard, 1948.
- Lumière : poèmes, Paris : les Éditions Pierre de Ronsard, 1948.
- Les vingt chansons gentilles (1952)
- Hydrophane : poèmes, Aurillac, Pierre Clairac, 1954.
- Vers le monde inconnu, 1956.
- Émergence (poèmes); suivi de Vers le monde inconnu (poèmes) ; et de Au clair de lune (comédie en vers), Aurillac,  Éditions du Centre, 1959. Consultable sur Gallica : [lire en ligne]
- L'éternel devenir (poèmes), 1961.
- Méditations du soir de l'homme, stances. Saul de Tarse, opéra comique en 3 actes, 1966.
- Ce chant qui vient de loin, 1972.
- Donne-moi ton soleil, 1979.
- Que mon cœur s'ouvre à toi (1980)

#### Préface
- « Préface à Anthologie des voix humaines : poèmes de Robert de Bédarieux », sur gallica.bnf.fr/ark (consulté le 27 octobre 2023), p. 7-10